# Halichoeres cyanocephalus
Halichoeres cyanocephalus (Bloch, 1791) è un pesce di acqua salata appartenente alla famiglia Labridae.

## Distribuzione e habitat
Proviene dalle barriere coralline dell'ovest dell'oceano Atlantico, in particolare dalle coste di Brasile, Florida, Antille, sud degli Stati Uniti e soprattutto dal golfo del Messico. Nuota in zone con fondali rocciosi ricche di coralli tra i 10 e i 91 m di profondità.

## Descrizione
Presenta un corpo allungato, non particolarmente compresso lateralmente, con la testa appena appuntita. La lunghezza massima registrata è di 30 cm. Somiglia molto a H. dimidiatus.
La colorazione è abbastanza appariscente; il corpo è azzurro con il ventre bianco, mentre il dorso e la testa sono gialli. Le pinne non sono particolarmente ampie; la pinna caudale non ha raggi più allungati di altri. La pinna dorsale e la pinna anale sono basse e lunghe.

## Biologia

### Comportamento
Gli esemplari di dimensioni inferiori agli 8 cm sono stati osservati mentre si nutrivano di parassiti esterni di altri pesci più grossi.

### Alimentazione
La sua dieta, carnivora, è composta sia da pesci ossei più piccoli che da piccoli invertebrati marini come crostacei isopodi e copepodi.

## Conservazione
Viene pescato solo raramente ed è diffuso in diverse aree marine protette; quindi non sembra essere minacciato da particolari pericoli e viene classificato come "a rischio minimo" (LC) dalla lista rossa IUCN.